# جی یی سو
جی یی سو (کره‌ای: 지이수؛ زادهٔ پارک جی سو در ۲۶ اکتبر ۱۹۹۱) بازیگر اهل کره جنوبی است. او به خاطر ایفای نقش در وقتی کاملیا شکوفا می‌شود و رأی کشنده شناخته می‌شود.

## فیلم‌شناسی

### مجموعه تلویزیونی
| سال       | عنوان                   | نقش                  | منابع  |
| --------- | ----------------------- | -------------------- | ------ |
| ۲۰۱۵      | زنان نامهربان           | جه کیونگ             | [ ۲ ]  |
| ۲۰۱۶      | خانواده غیرعادی         | لی سا را             | [ ۳ ]  |
| ۲۰۱۶      | دوستان عزیز من          | سانگ سوک             | [ ۴ ]  |
| ۲۰۱۶      | پزشکان                  | پرستار یو بیول       | [ ۵ ]  |
| ۲۰۱۶      | زنی با یک چمدان         | بک جین سوک           | [ ۶ ]  |
| ۲۰۱۶–۲۰۱۷ | محاکمه سلیمان           | معلم                 | [ ۷ ]  |
| ۲۰۱۸      | لاگین تو یو             | هان ته               | [ ۸ ]  |
| ۲۰۱۹      | همشهریان من             | کارآگاه نا           | [ ۹ ]  |
| ۲۰۱۹      | وقتی کاملیا شکوفا می‌شود | جسیکا / پارک سانگ می | [ ۱۰ ] |
| ۲۰۲۱      | دیوانه برای هم          | نامزد سابق هی اوه    |        |
| ۲۰۲۲      | اسپانسر                 | پارک دا سوم          | [ ۱۱ ] |
| ۲۰۲۳      | رأی کشنده               | راننده مست           | [ ۱۲ ] |

### فیلم
| سال  | عنوان           | نقش    | منابع  |
| ---- | --------------- | ------ | ------ |
| ۲۰۱۹ | قوی باش آقای لی | جی آن  | [ ۱۳ ] |
| ۲۰۲۰ | دیوا            |        | [ ۱۴ ] |
| ۲۰۲۰ | روح: آغاز ترس   | هان جو | [ ۱۵ ] |
| ۲۰۲۳ | تنها در سئول    | یه ری  | [ ۱۶ ] |